# 白い風船 (映画)
『白い風船』（しろいふうせん、ペルシア語: رنگ خدا Badkonake sefid、英語: The White Balloon）は、1995年のイラン映画。

## あらすじ
春の訪れを祝う新年の日、7歳の少女ラジエーは店で見た、白くぽっちゃりとした、ヒレが花嫁さんみたいにきれいな金魚が欲しくてたまらない。母親にねだってどうにか金をもらい、初めて街中を一人でかけぬける。でもあちこちでより道して、やっとのことで店に着いた時、金は手もとになくなっていた。ラジエーは途方にくれながら、どこに落としたのかと思い悩み、金魚が売れてしまわないうちに、金を見つけようとする。

## 登場人物
- ラジエー - アイーダ・モハマッドカーニ：金魚がほしくてしょうがない7歳の少女。
- アリ - モーセン・カリフィ：ラジエーの優しい兄。
- お母さん - フェレシュテー・サドル・オーファニ：ラジエーに初めてのおつかいをさせる母親。

## 受賞歴
- 1995年カンヌ国際映画祭 - カメラ・ドール(新人監督賞)、CICAE芸術貢献賞、国際批評家連盟賞、受賞。
- 1995年東京国際映画祭 - ヤングシネマ東京ゴールド賞、受賞。
- 1995年サンパウロ国際映画祭 - 最優秀作品賞、審査員特別賞、受賞。
- 1996年ニューヨーク映画批評家協会賞 - 外国語映画賞、受賞。